# 서하로
서하로(Seoha-ro)는 광주광역시 북구 매곡동 국립박물관교차로에서 북구 각화동을 잇는 광주광역시의 도로이다. 조선시대의 문인 김성원(金成遠)의 호인 ‘서하’(棲霞)에서 따 와 명명된 길이다.

## 주요 경유지
광주광역시
- 북구 (매곡동 . 오치동 . 문흥동 . 문화동)

## 노선
| 이름                  | 접속 노선                      | 소재지     | 소재지 | 비고 |
| --------------------- | ------------------------------ | ---------- | ------ | ---- |
| 국립박물관입구 교차로 | 광주광역시도 제36호선 (하서로) | 광주광역시 | 북구   |      |
| 북부경찰서앞 교차로   | 설죽로                         | 광주광역시 | 북구   |      |
| 오치사거리            | 광주광역시도 제35호선 (우치로) | 광주광역시 | 북구   |      |
| 문흥지구 교차로       | 문산로                         | 광주광역시 | 북구   |      |
| 문화육교              |                                | 광주광역시 | 북구   |      |
| 문흥지구입구 교차로   | 국도 제29호선 (동문대로)       | 광주광역시 | 북구   |      |

## 주요 건물 및 시설
- 광주예술중학교 (서하로 72/매곡동 385)
- 광주예술고등학교 (서하로 72/매곡동 385)
- SK에너지 코끼리주유소 (서하로 77/매곡동 367-3)
- 파스쿠찌 광주매곡점 (서하로 79/매곡동 367-4)
- 세븐일레븐 광주매곡아쿠아시티점 (서하로 82/매곡동 373-15)
- 현대오일뱅크 매곡주유소 (서하로 86/매곡동 373-6)
- 광주매곡동우체국 (서하로 88/매곡동 373-17)
- 광주은행 매곡동지점 (서하로 104/매곡동 32-8)
- 베스킨라빈스 광주매곡점 (서하로 131/매곡동 40-12)
- 광주북부경찰서 (서하로 172/오치동 782-4)
- 할리스커피 광주오치점 (서하로 185/오치동 862-21)
- KT 무등산통신 오치점 (서하로 201/오치동 775-9)
- BBQ 광주오치점 (서하로 220/오치동 971-4)
- 알뜰 무지개주유소 경운에너지 (서하로 237/오치동 956-10)
- 광주오치동우체국 (서하로 241/오치동 956-9)
- SK에너지 문흥주유소 (서하로 286/오치동 965-16)
- CU 북부소방서점 (서하로 287/오치동 1025-18)
- 북부소방서 (서하로 290/오치동 1037-1)
- 광주광역시 북부소방서 119구조대 (서하로 290/오치동 1037-1)
- 현대자동차 블루핸즈 오치점 (서하로 304/오치동 1036-2)
- SK에너지 Tworld (서하로 372/문흥동 1002-1)
- 광주은행 문흥지점 (서하로 372/문흥동 1002-1)
- 농협 문흥동지점 (서하로 381/문흥동 999-2)
- 롯데리아 광주문흥점 (서하로 384/문흥동 1000-3)